# Lone Jack
Lone Jack – miasto w Stanach Zjednoczonych, w stanie Missouri, w hrabstwie Jackson.